# アルタミラ国立博物館研究センター

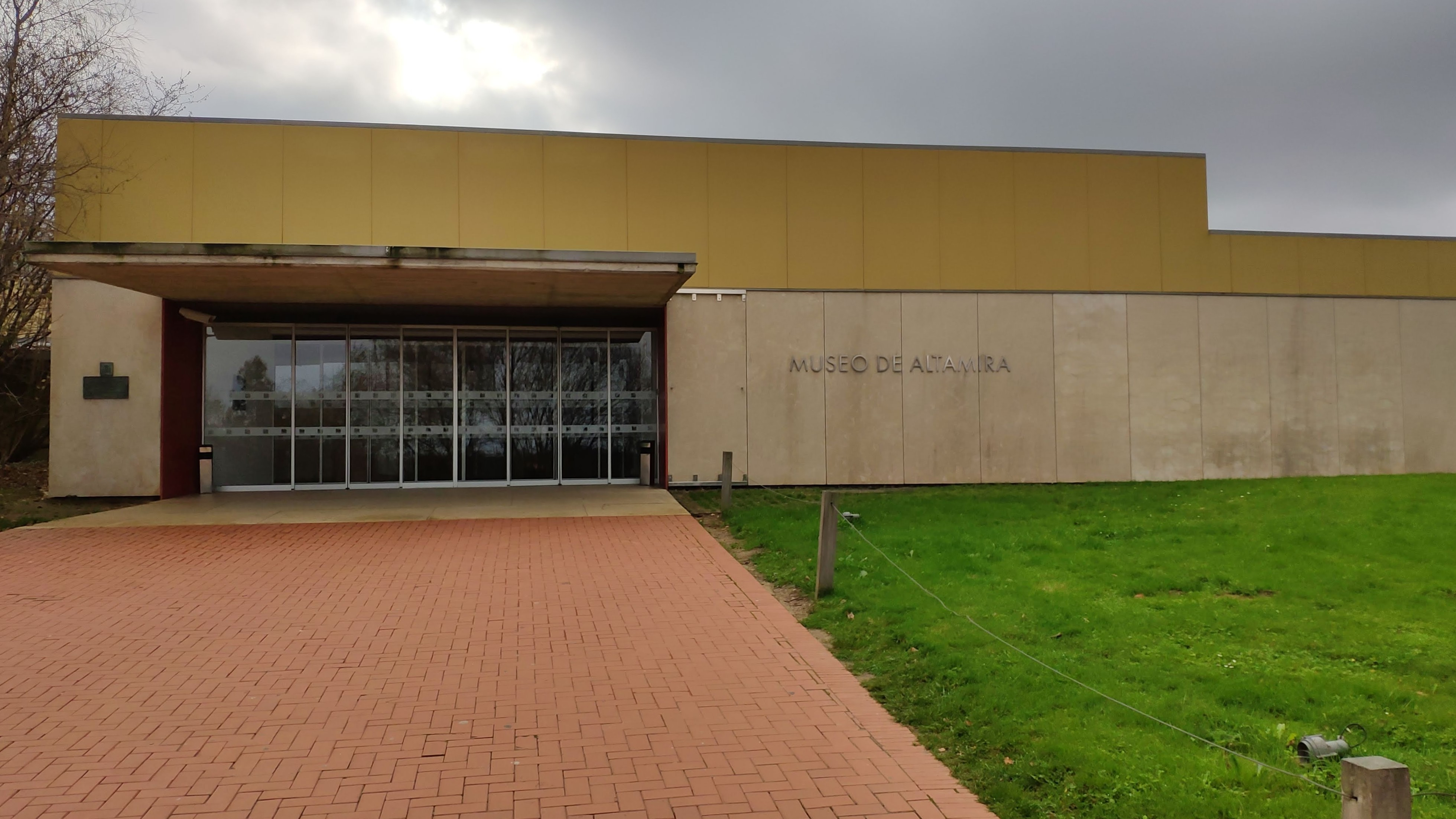
博物館の入り口

アルタミラ国立博物館研究センター(The National Museum and Research Center of Altamira) (スペイン語: Museo Nacional y Centro de Investigación de Altamira) は、スペイン、カンタブリア州サンティリャーナ・デル・マルにあるアルタミラ洞窟の保存、研究、情報共有を専門とする博物館で研究センターである。アルタミラ洞窟は、ユネスコによって世界遺産に指定されている。
博物館では、訪問者に先史時代の技術的ワークショップを提供するほか、アルタミラの遺物や、旧石器時代に含まれる他のエル・モリン、エル・フヨ、エル・ラスカニョなどのカンタブリア州の洞窟の遺物を含む、アルタミラの時代と呼ばれる常設展示を行っている。新しいアルタミラ洞窟、またはネオケイブもこの展示の一部に含まれている。これは、訪問者の大量流入による損傷から元の洞窟を保護するために建てられた、元の洞窟の人工レプリカである。